# Шахтёрский узел
Шахтёрский у́зел (англ. Slack Line Hitch) — схватывающий временный узел, который хорошо затягивается, если завязан на круглых, не имеющих острых углов предметах. Используют для привязывания верёвки к дереву, столбу. При постоянной нагрузке хорошо держит. Надёжный, легко развязывается и «не ползёт». Относят к затягивающимся узлам. Своим названием обязан возможному применению в шахтах. Также возможно привязывать верёвку этим узлом к другой верёвке того же или большего диаметра для удлинения, однако, узел плохо держит на плетёной синтетической верёвке.